# Nagy veréb
A nagy veréb (Passer motitensis) a madarak osztályának verébalakúak (Passeriformes)  rendjébe és a verébfélék (Passeridae) családjába tartozó faj.

## Rendszerezése
A fajt Andrew Smith skót zoológus írta le 1836-ban.

## Alfajai
- Passer motitensis benguellensis (Lynes, 1926) - délnyugat-Angola és északnyugat-Namíbia
- Passer motitensis motitensis (A. Smith, 1836) - Namíbia, nyugat- és közép-Botswana, és a Dél-afrikai Köztársaság északnyugati része
- Passer motitensis subsolanus (Clancey, 1964) - kelet-Botswana, délnyugat-Zimbabwe és a Dél-afrikai Köztársaság északkeleti és középső része  [2]

## Előfordulása
Afrika déli részén, Angola, Botswana, a Dél-afrikai Köztársaság, Namíbia és Zimbabwe területén honos.
Természetes élőhelyei a szubtrópusi vagy trópusi füves puszták, szavannák és cserjések. Állandó, nem vonuló faj.

## Megjelenése
Testhossza 16 centiméter, testtömege 26-36 gramm.
|  |

## Természetvédelmi helyzete
Az elterjedési területe nagyon nagy, egyedszáma pedig stabil. A Természetvédelmi Világszövetség Vörös listáján nem fenyegetett fajként szerepel.